# 肯德尔·贝斯登
肯德尔·贝斯登（英語：Kendall Baisden，1995年3月5日—），美国女子田径运动员，主攻短跑。她曾代表美国参加2015年泛美运动会田径比赛，获得女子400米和女子4×400米接力金牌。